# Sellos de España en 2004
Los sellos de España en el año 2004 fueron puestos en circulación por la Sociedad Estatal Correos y Telégrafos de España (la impresión se realizó en la Fábrica Nacional de Moneda y Timbre). En total se emitieron 98 sellos postales (8 en hoja bloque), comprendidos en 46 series filatélicas de temáticas diversas.

## Descripción
| Fecha de emisión | Nombre de la serie y/o del sello (descripción) | Dimensiones (mm)             | Valor facial (en €) |
| ---------------- | --- | ---------------------------- | ------------------- |
| 02.01            | «Serie básica» 1) La efigie del rey Juan Carlos I en color magenta | 24,88 × 28,8                 | 0,02                |
| 02.01            | 2) La efigie del rey Juan Carlos I en color azul cobalto | 24,88 × 28,8                 | 0,27                |
| 02.01            | 3) La efigie del rey Juan Carlos I en color marrón | 24,88 × 28,8                 | 0,52                |
| 02.01            | 4) La efigie del rey Juan Carlos I en color verde oscuro | 24,88 × 28,8                 | 0,77                |
| 16.01            | «Románico aragonés» Emisión de ocho sellos dedicados al arte románico aragonés a lo largo del Camino de Santiago 1) Forja: detalle de la verja de la Iglesia de Santa María de Iguácel | 35 × 24,5                    | A                   |
| 16.01            | 2) Escritura: letra capital y fragmento de una Biblia románica de la Catedral de Huesca | 35 × 24,5                    | A                   |
| 16.01            | 3) Pintura: dos apóstoles del conjunto mural del ábside de la Iglesia de San Juan Bautista de Ruesta (Zaragoza) | 35 × 24,5                    | A                   |
| 16.01            | 4) Arquitectura: el claustro del antiguo Monasterio de San Juan de la Peña en la provincia de Huesca | 35 × 24,5                    | A                   |
| 16.01            | 5) Numismática: dos monedas de dinero jaqués | 35 × 24,5                    | A                   |
| 16.01            | 6) Escultura: un capitel de la Iglesia de Santiago de Jaca | 35 × 24,5                    | A                   |
| 16.01            | 7) Ornamentación: detalle del sarcófago de Doña Sancha, que se encuentra en el Monasterio de las Benedictinas de Jaca | 35 × 24,5                    | A                   |
| 16.01            | 8) Talla: talla en madera de un Cristo crucificado de la Catedral de Jaca | 35 × 24,5                    | A                   |
| 23.01            | «La mujer y la lectura» (HB) Seis obras del pintor madrileño Fabio Hurtado distribuidas en dos hojas bloque Las dos hojas bloque reproducen además un párrafo de El Quijote dedicado a Dulcinea 1) Mujer leyendo un libro sobre el suelo con un perro | 40,9 × 28,8 (105 × 78)       | 0,27                |
| 23.01            | 2) Mujer leyendo un libro en una barca | 40,9 × 28,8 (105 × 78)       | 0,27                |
| 23.01            | 3) Mujer leyendo un libro sobre el suelo y cerca una barca | 40,9 × 28,8 (105 × 78)       | 0,52                |
| 23.01            | 4) Mujer leyendo un libro junto a un fonógrafo | 40,9 × 28,8 (105 × 78)       | 0,52                |
| 23.01            | 5) Mujer con un sombrero que lee un libro | 40,9 × 28,8 (105 × 78)       | 0,77                |
| 23.01            | 6) Mujer con sombrero leyendo un periódico sentada en una silla | 40,9 × 28,8 (105 × 78)       | 0,77                |
| 02.02            | «50º aniversario Asociación Española contra el Cáncer» 1) Motivo alusivo que representa una mano y una hoja, con el cielo de fondo. Además contiene el logotipo de la Asociación y la frase «Contra el Cáncer, todos juntos» | 40,9 × 28,8                  | 0,27                |
| 06.06            | «Árboles monumentales» 1) La vieja encina conocida como La Terrona en Zarza de Montánchez (Cáceres) | 28,8 × 40,9                  | 0,52                |
| 09.02            | «Deportes» 1) Motivo alusivo a la celebración del Campeonato Mundial de Remo de 2004 en la localidad de Bañolas (Gerona) del 27 de julio al 1 de agosto | 40,9 × 28,8                  | 0,77                |
| 10.02            | «Correspondencia epistolar escolar - Cómics juveniles» Minipliego formado por cuatro sellos centrales y doce viñetas sin valor postal, dedicadas a los doce meses del año, extraídas del cómic Trazo de Tiza del historietista gallego Miguelanxo Prado 1) Una mujer en un acantilado                                                                     | 40,9 × 28,8                  | 0,27                |
| 10.02            | 2) Un velero y una isla con un faro | 40,9 × 28,8                  | 0,27                |
| 10.02            | 3) Una mujer en la proa de un barco y una gaviota | 40,9 × 28,8                  | 0,27                |
| 10.02            | 4) La isla del faro vista desde el aire | 40,9 × 28,8                  | 0,27                |
| 08.03            | «Monasterio de Sta. María de Carracedo» (HB) 1) En la hoja bloque se ve una fotografía del Monasterio de Santa María de Carracedo en la comarca del Bierzo (León) En el sello, detalle de la fachada de la escalera | 28,8 × 40,9 (78 × 105)       | 1,90                |
| 18.03            | «XXXVI Olimpiada de Ajedrez. Calviá 2004» 1) El logotipo y la mascota (Peonín) de la XXXVI Olimpiada de Ajedrez celebrada en la localidad mallorquina de Calviá entre el 14 y el 31 de octubre de ese año. Así como el nombre del gran ajedrecista español Ruy López de Segura                                                                            | 40,9 × 28,8                  | 0,77                |
| 31.03            | «Patrimonio nacional – relojes» (HB) 1) Reloj de sobremesa del siglo XIX del Palacio Real de la Almudaina (Palma de Mallorca) | 28,8 × 40,9 (105 × 150)      | 0,27                |
| 31.03            | 2) Reloj de sobremesa del siglo XVIII del Palacio Real de la Granja de San Ildefonso (Segovia) | 28,8 × 40,9 (105 × 150)      | 0,52                |
| 31.03            | 3) Reloj de sobremesa del siglo XIX del Palacio Real de la Granja de San Ildefonso | 28,8 × 40,9 (105 × 150)      | 0,77                |
| 31.03            | 4) Reloj de sobremesa del siglo XVIII del Palacio Real de El Pardo (Madrid) | 28,8 × 40,9 (105 × 150)      | 1,90                |
| 01.04            | «Diarios centenarios» 1) Dibujo alusivo al periódico Diario de Burgos, que muestra la imagen de una vendedora del periódico y como fondo la silueta de la Casa Consistorial | 28,8 × 40,9                  | 0,27                |
| 02.04            | «Día Europeo de las Víctimas del Terrorismo» 1) Motivo alusivo a la declaración del Parlamento Europeo del 11 de marzo como Día Europeo de las Víctimas del Terrorismo (en memoria de los Atentados del 11-M en Madrid) | 28,8 × 40,9                  | 0,27                |
| 05.04            | «Fiestas populares» 1) Dibujo alusivo a la Fiesta de los Huevos Pintos que se celebra en la localidad asturiana de Pola de Siero | 40,9 × 28,8                  | 0,27                |
| 07.04            | «Indumentaria – El mantón» (HB) Fragmentos de cuatro obras de la pintora madrileña Soledad Fernández 1) Un mantón rojo estampado en blanco y una concha | 28,8 × 40,9 (79,2 × 105)     | 0,27                |
| 07.04            | 2) Una mujer portando un mantón de Manila colorido | 28,8 × 40,9 (79,2 × 105)     | 0,52                |
| 07.04            | 3) Dos flores blancas y la esquina de un mantón rojo | 28,8 × 40,9 (79,2 × 105)     | 0,77                |
| 07.04            | 4) Un mantón blanco estampado en colores colgando de una silla | 28,8 × 40,9 (79,2 × 105)     | 1,90                |
| 15.04            | «150 años de la Ingeniería Técnica de Obras Públicas» 1) Diseño conmemorativo de los 150 años de la Ingeniería Técnica de Obras Públicas (actualmente conocida como Ingeniería Civil) en España; el sello reproduce una imagen de Santo Domingo de la Calzada, patrón de esta profesión                                                                   | 40,9 × 28,8                  | 0,52                |
| 27.04            | «Centenario del Cable Inglés» 1) Fotografía del cargadero Cable Inglés, conocido también como "El Alquife", construcción monumental de hierro que se encuentra en el puerto de Almería, declarado en 1988 Bien de Interés Cultural (categoría de Monumento)                                                                                               | 40,9 × 28,8                  | 0,52                |
| 29.04            | «Europa 2004» 1) Serie anual a cargo de PostEurop, ese año bajo el tema Las vacaciones; el sello muestra el motivo alusivo ganador: una sombrilla en una playa y de fondo las siluetas del Templo de la Sagrada Familia (Barcelona), la Fuente de Cibeles (Madrid), La Giralda y la Torre del Oro (estas dos últimas en Sevilla)                          | 28,8 × 40,9                  | 0,77                |
| 03.05            | «Ampliación de la Unión Europea» 1) Diseño alusivo a la Ampliación de la Unión Europea de 2004 | 40,9 × 28,8                  | 0,52                |
| 11.05            | «Personajes» 1) Reproducción de la pintura Autorretrato con cuello rafaelesco, realizada por Dalí en 1921, en homenaje al centenario de su nacimiento | 40,9 × 28,8                  | 0,77                |
| 21.05            | «Centenarios» 1) Ilustración alusiva al centenario de la fundación de la FIFA | 40,9 × 28,8                  | 0,77                |
| 22.05            | «Boda de S.A.R el Príncipe de Asturias con Doña Letizia Ortiz» 1) Diseño conmemorativo de la boda del príncipe Felipe de Borbón con Letizia Ortiz, que muestra el Escudo de Armas del Príncipe de Asturias y la palabra 'Felicidades' en los cuatro idiomas: castellano, catalán, gallego y vasco                                                         | 40,9 × 28,8                  | 0,27                |
| 23.05            | «España 2004. Valencia - Música» Serie temática dedicada a la Exposición Mundial de Filatelia celebrada en la ciudad de Valencia entre el 22 y el 30 de mayo de 2004 (cada sello contiene el logotipo oficial del evento) 1) Retrato del compositor Vicente Martín y Soler en conmemoración del 250º aniversario de su nacimiento                         | 40,9 × 28,8                  | 0,27                |
| 23.05            | 2) Dos instrumentos de una banda de música: un saxofón y un tambor | 40,9 × 28,8                  | 0,52                |
| 24.05            | «España 2004. Valencia – Monarquía» (HB) 1) El príncipe de Asturias, S.A.R. Felipe, y la princesa Letizia La hoja bloque contiene además tres viñetas sin valor postal: el Escudo de armas del rey de España, el Escudo de armas del príncipe de Asturias y una pintura al óleo de la Catedral de la Almudena                                             | 40,9 × 28,8 (150,64 × 86,40) | 0,27                |
| 24.05            | 2) El príncipe de Asturias, S.A.R. Felipe | 40,9 × 28,8 (150,64 × 86,40) | 0,77                |
| 24.05            | 3) Las efigies del rey Juan Carlos I y la reina Sofía | 40,9 × 28,8 (150,64 × 86,40) | 6,0                 |
| 25.05            | « España 2004. Valencia - Serie básica» (HB) 1) La efigie actualizada del rey Juan Carlos I en color azul cobalto En la hoja bloque, que contiene cuatro sellos del rey, se muestra también dos viñetas sin valor postal centrales que reproducen los logotipos de ANFIL, ASCAT, FIP, IFSDA Y FESOFI                                                      | 24,88 × 28,8 (99,6 × 86,4)   | 0,27                |
| 26.05            | «España 2004. Valencia - Fiestas populares» 1) La fiesta de la Entrada de toros y caballos en la localidad de Segorbe (Castellón) | 40,9 × 28,8                  | 0,27                |
| 26.05            | 2) La fiesta taurina, representada por un torero efectuando un pase conocido como trincherazo Los dos sellos se venden con una viñeta sin valor postal que reproduce una imagen del diestro valenciano Enrique Ponce | 40,9 × 28,8                  | 0,77                |
| 27.05            | «España 2004. Valencia – Deportes» (HB) 1) El tenis La hoja bloque muestra además tres viñetas sin valor postal relacionadas con los tres deportes: el equipo español vicecampeón de la Copa Davis 2003, el piloto valenciano Ricardo Tormo ante la figura del Circuito de la Comunidad Valenciana y el golfista cántabro Severiano Ballesteros           | 66,4 × 28,8 (230 × 86,4)     | 0,35                |
| 27.05            | 2) El motociclismo | 66,4 × 28,8 (230 × 86,4)     | 0,52                |
| 27.05            | 3) El golf | 66,4 × 28,8 (230 × 86,4)     | 1,90                |
| 28.05            | «España 2004. Valencia - La ciudad del mar» 1) El barco velero Bravo España, que compitió en la Copa América 2000 | 40,9 × 28,8                  | 0,52                |
| 28.05            | 2) Diseño alusivo al tema Valencia – la ciudad del mar en el que se puede ver desde un mar poblado de barquitos de papel las siluetas de las construcciones más significativas de la ciudad levantina | 40,9 × 28,8                  | 0,77                |
| 29.05            | «Diarios centenarios» 1) Motivo alusivo al periódico Diario de Valencia | 40,9 × 28,8                  | 0,27                |
| 11.06            | «Xacobeo 2004» 1) Una panorámica del interior de la Catedral de Santiago de Compostela, tomada desde el Pórtico de la Gloria, como si se tratara de un trayecto del Camino por el bosque; diseño realizado para la celebración del Año Santo Jacobeo | 43,0 × 24,9                  | 0,52                |
| 18.06            | «Paradores de turismo» 1) el Parador de Lerma en la localidad de Lerma (Burgos) | 40,9 × 28,8                  | 0,52                |
| 01.07            | «Castillos» 1) El Castillo de Granadilla en la provincia de Cáceres, una fortaleza de sillería granítica del siglo XV | 40,9 × 28,8                  | 0,27                |
| 01.07            | 2) La fortaleza de la Mota en la lovalidad de Alcalá la Real (provincia de Jaén), ciudadela construida por los árabes del Al-Ándalus en el siglo VIII | 40,9 × 28,8                  | 0,77                |
| 16.07            | «Salinas - Museo de Anclas, Asturias» 1) Un ancla perteneciente al Museo de Anclas situado en la playa de Salinas, municipio de Castrillón (Asturias) | 28,8 × 40,9                  | 1,90                |
| 19.07            | «Castillos» 1) El Castillo de Aguas Mansas en la localidad de Agoncillo (La Rioja), erigido entre los siglos XIII y XIV | 40,9 × 28,8                  | 0,52                |
| 19.07            | 2) El Castillo de Villafuerte de Esgueva en la localidad homónima (Valladolid), una fortaleza de planta cuadrada que data del siglo XV | 28,8 × 40,9                  | 1,90                |
| 22.07            | «Cerámica» Carné de 8 sellos que representan bodegones, donde los elementos protagonistas son jarrones de cerámica, pintados por el artista gaditano Antonio Miguel González y pertenecientes a su serie Cerámicas 1) Un jarrón amarillo y naranjas | 24,5 × 35                    | A                   |
| 22.07            | 2) Un jarrón de terracota y una vasija roja | 24,5 × 35                    | A                   |
| 22.07            | 3) Un jarró blanco con media hogaza de pan y un par de granadas | 24,5 × 35                    | A                   |
| 22.07            | 4) Una vasija de porcelana azul y blanca | 24,5 × 35                    | A                   |
| 22.07            | 5) Una jarro blanco con una hogaza de pan | 24,5 × 35                    | A                   |
| 22.07            | 6) Un cántaro de terracota con ornamentos de color azul cobalto | 24,5 × 35                    | A                   |
| 22.07            | 7) Una jarra azul con uvas y un plato con peras | 24,5 × 35                    | A                   |
| 22.07            | 8) Un recipiente de porcelana con tapa y flores ornamentales | 24,5 × 35                    | A                   |
| 23.07            | «Centenario del Círculo Oscense» 1) El edificio del Círculo Oscense en Huesca, en ocasión del centenario de su inauguración | 40,9 × 28,8                  | 0,52                |
| 30.07            | «Fiestas populares» 1) Las Fiestas de la Virgen Blanca en Vitoria celebradas el 4 de agosto con la famosa Bajada del Celedón; en el sello se reproduce la Bajada y una imagen de la Virgen Blanca | 28,8 × 40,9                  | 0,27                |
| 01.09            | «Vinos con denominación de origen» 1) La D.O. Ribeiro de la provincia de Orense; en el sello se reproduce un racimo de uvas blancas y una botella con el logotipo distintivo del vino | 28,8 × 40,9                  | 0,27                |
| 01.09            | 2) Diseño alusivo a la D.O. Málaga con el logotipo distintivo del vino | 28,8 × 40,9                  | 0,52                |
| 06.09            | «150 años primera emisión de sellos en Filipinas» 1) Un sello de la primera emisión de las islas Filipinas en 1854 que muestra la efigie de la reina Isabel II y que tiene el valor de 5 cuartos de real, así como un matasellos con la tipografía del correo español                                                                                     | 40,9 × 28,8                  | 0,77                |
| 20.09            | «Diarios centenarios» 1) Motivo alusivo al 109.º aniversario de la fundación del periódico Heraldo de Aragón de Zaragoza, que muestra parte del mural que decora el vestíbulo de las instalaciones del diario | 28,8 × 40,9                  | 0,27                |
| 24.09            | «CCL aniversario de la Astronomía Náutica» 1) Retrato del científico y marino Jorge Juan, una reproducción del Real Instituto y Observatorio de la Armada de San Fernando (Cádiz) y el emblema institucional | 40,9 × 28,8                  | 1,90                |
| 01.10            | «Exfilna 2004 – Valladolid» (HB) 1) Reproducción del monumento a Colón en la plaza vallisoletana homónima, con motivo de la XLII Exposición Filatélica Nacional (Exfilna), celebrada en Valladolid La hoja bloque muestra una panorámica del Museo de la Ciencia, sede de la exposición                                                                   | 28,8 × 40,9 (78 × 105)       | 1,90                |
| 08.10            | «Arquitectura urbana» 1) El Parque Güell en Barcelona | 28,8 × 40,9                  | 0,52                |
| 08.10            | 2) La Torre Jin Mao en Shanghái | 28,8 × 40,9                  | 0,77                |
| 14.10            | «UPAEP 2004» 1) El colorido y simbólico diseño elegido por España para la emisión conjunta de la UPAEP de ese año bajo el tema "Protección del medio ambiente" | 40,9 × 28,8                  | 0,77                |
| 19.10            | «50º aniversario de la Organización Europea de Investigación Nuclear (CERN)» 1) Ilustración de un acelerador de partículas de la Organización Europea para la Investigación Nuclear (CERN) en las proximidades de Ginebra (Suiza) | 40,9 × 28,8                  | 1,90                |
| 21.10            | «Naturaleza» 1) Foto aérea de las islas Cíes en la boca de la ría de Vigo | 28,8 × 40,9                  | 0,27                |
| 21.10            | 2) Foto aérea del parque natural del Delta del Ebro en la provincia de Tarragona | 40,9 × 28,8                  | 0,52                |
| 21.10            | 3) Una vista del Parque nacional de la Caldera de Taburiente en la isla de La Palma (Canarias) por su 50.º aniversario | 40,9 × 28,8                  | 0,77                |
| 22.10            | «Día del Sello - Certificación Postal» 1) Reproducción de la primera carta certificada de España: una carta expedida el 23 de noviembre de 1604 por la diputación de los Reinos de Castilla en Valladolid y dirigida a la ciudad de León | 40,9 × 28,8                  | 0,77                |
| 05.11            | «Centenario Observatori de l'Ebre» 1) El Observatorio del Ebro en la localidad de Roquetas (Tarragona) | 40,9 × 28,8                  | 1,90                |
| 12.11            | «900º aniversario de Alfonso I Rey de Aragón (1104)» 1) La escultura del rey Alfonso I de Aragón que se encuentra en el parque de Buenavista de Zaragoza | 28,8 × 40,9                  | 1,90                |
| 17.11            | «Navidad 2004» 1) Reproducción de una escena del Nacimiento de Jesús, presente en un belén napolitano del siglo XVIII | 28,8 × 40,9                  | 0,27                |
| 17.11            | 2) Fragmento de la pintura Natividad del artista madrileño Juan Manuel Cossío | 28,8 × 40,9                  | 0,52                |
| 26.11            | «V centenario del fallecimiento de Isabel la Católica» 1) La silueta de Isabel la Católica y la fachada del Castillo de La Mota en Medina del Campo (Valladolid), donde ella pasó gran parte de su vida | 28,8 × 40,9                  | 2,19                |
| 30.11            | «Bicentenario de la Real Expedición de la Vacuna de la Viruela» 1) Ilustración alusiva a la Real Expedición Filantrópica de la Vacuna, realizada en 1804 para llevar la vacuna contra la viruela a todos los rincones del Imperio Español, que muestra un navío llegando a un puerto de ultramar, donde es recibido jubilosamente por decenas de personas | 40,9 × 28,8                  | 0,77                |
| 03.12            | «Vidrieras - Catedral Primada de Toledo» 1) Un fragmento de la vidriera de la Catedral Primada de Toledo que reproduce la imagen de Santiago el Mayor La hoja bloque muestra una fotografía de la Catedral | 28,8 × 40,9 (105 × 78)       | 1,90                |
| 23.12            | «Boda de S.A.R. el Príncipe de Asturias» 1) El Escudo de Armas del Príncipe de Asturias y la palabra 'Felicidades' | 40,9 × 28,8                  | 0,27                |